# Troia

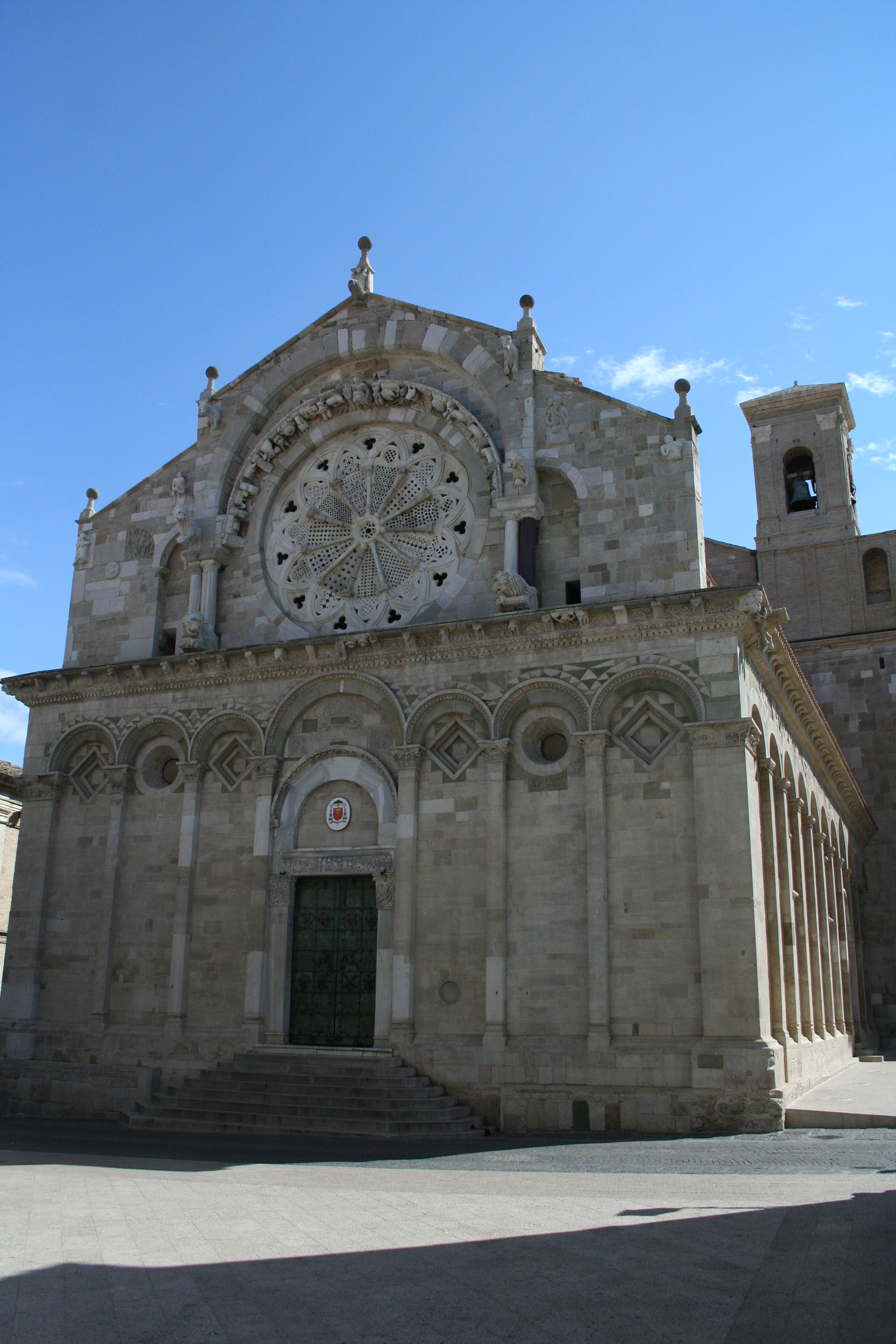
Katedra

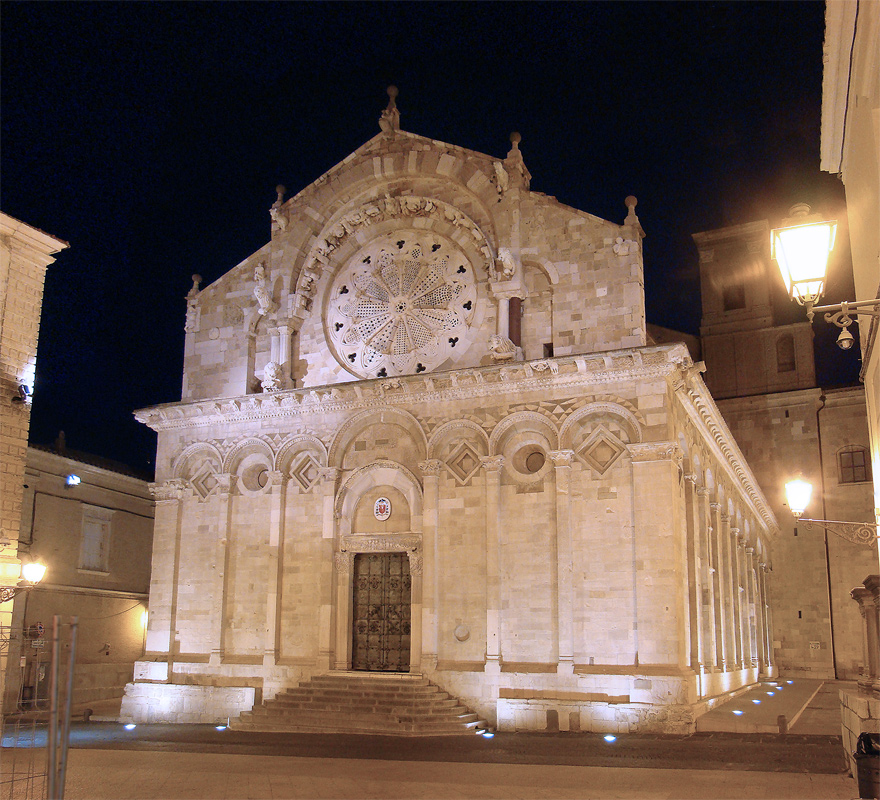
Katedra nocą

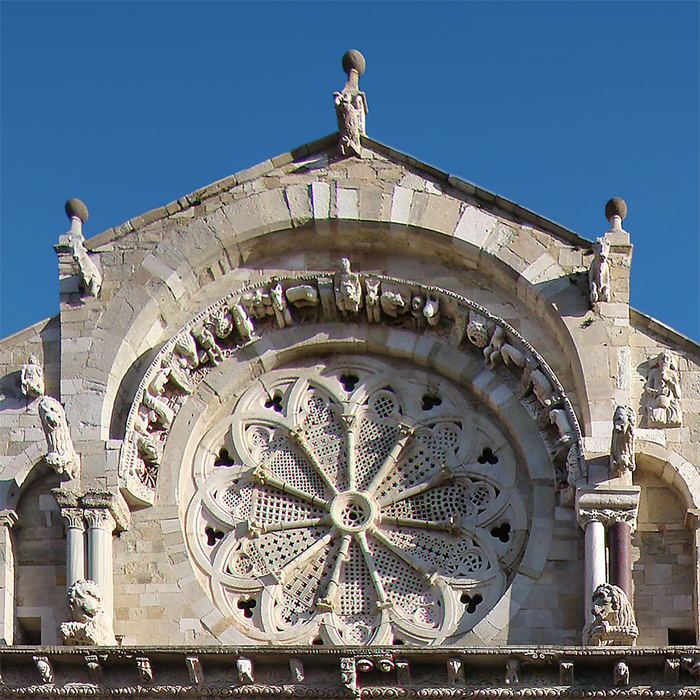
Rozeta w zachodniej fasadzie katedry

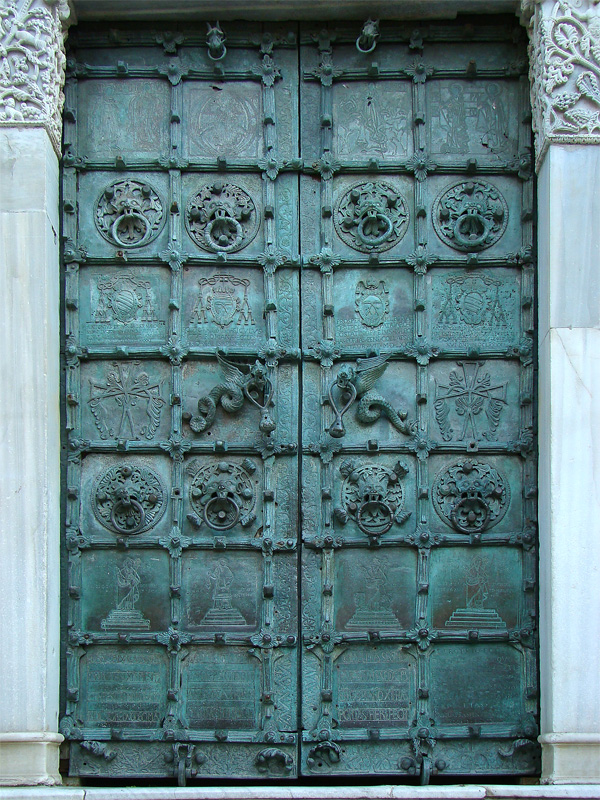
Brązowe drzwi do katedry

Troia – miejscowość i gmina we Włoszech, w regionie Apulia, w prowincji Foggia. Dawniej Ecana.
Według danych na rok 2004 gminę zamieszkiwały 7462 osoby, 44,7 os./km².

## Zabytki
- XII-wieczna katedra romańska z wyraźnymi wpływami architektury pizańskiej[2].